# Niemodlin

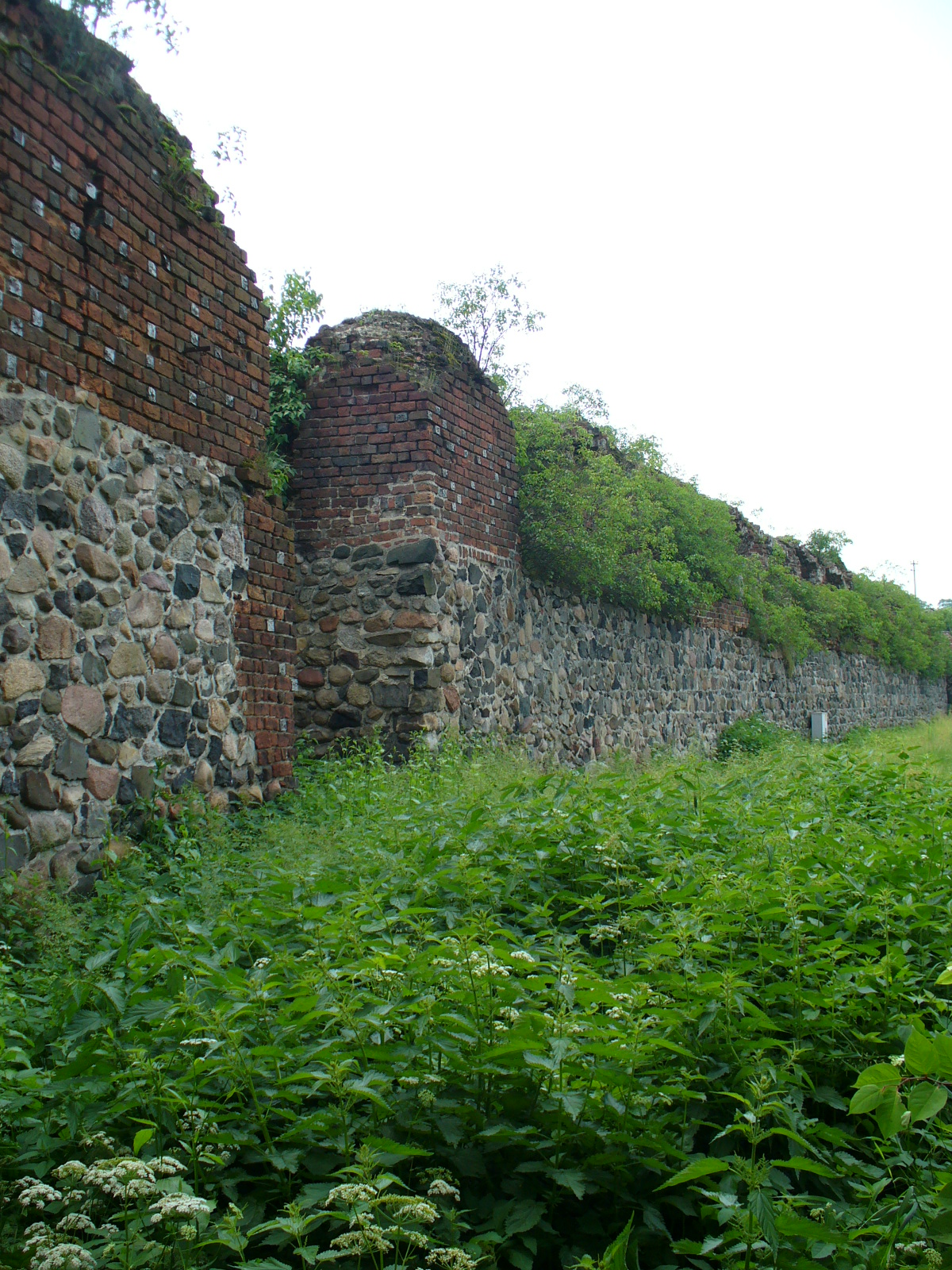
Alte Stadtmauer

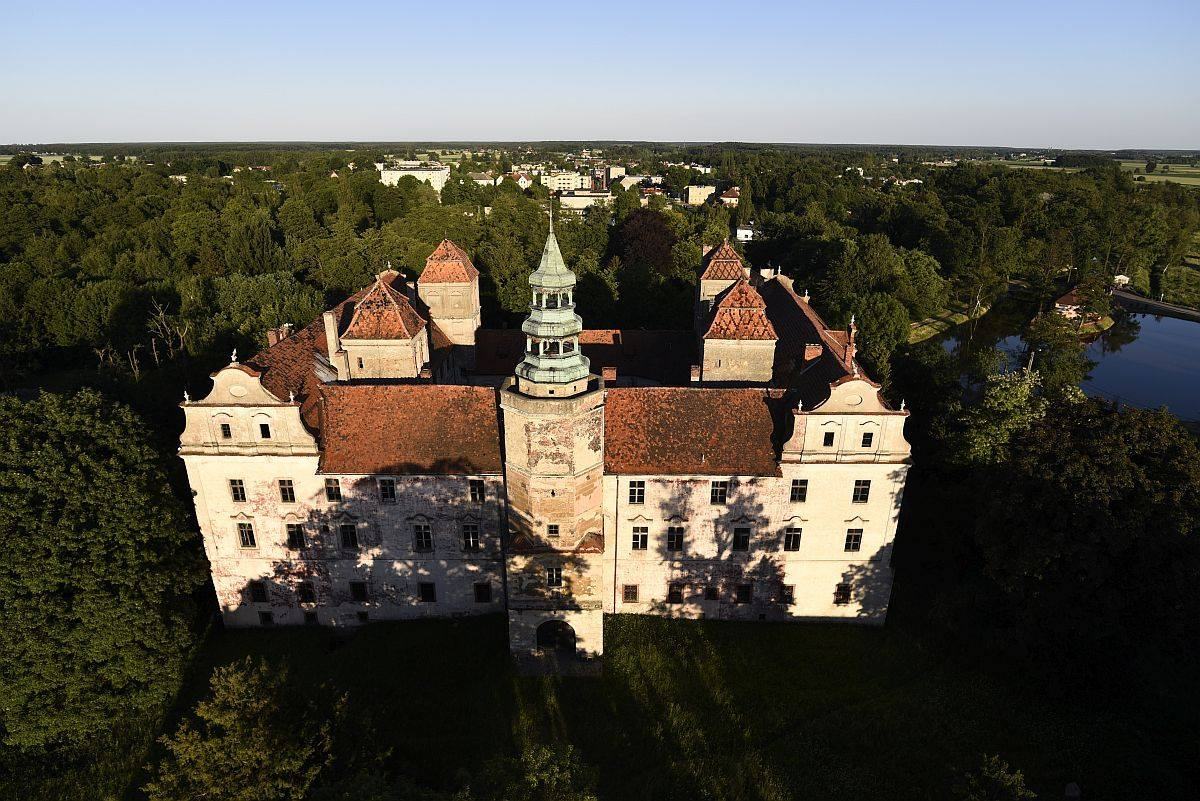
Das Schloss Falkenberg entstand ab 1313

Niemodlin (deutsch Falkenberg O.S.) ist eine Stadt in der Stadt- und Landgemeinde Niemodlin mit etwa 13.350 Einwohnern im Powiat Opolski der Woiwodschaft Opole (Oppeln) in Polen.

## Geographie
Niemodlin liegt am linken Ufer der Steinau zwischen der oberschlesischen und der mittelschlesischen Ackerebene, etwa 25 Kilometer südwestlich von Opole. Die Gemeinde Niemodlin grenzt im Westen an die Glatzer Neiße und ist weitgehend von Wäldern umgeben. Die Stadt liegt an der Landesstraße 46. Ihr Bahnhof lag an der 1996 stillgelegten Bahnstrecke Szydłów–Lipowa Śląska (Strecke Schiedlow–Falkenberg (Oberschles.)–Deutsch Leippe).
Nachbarorte sind im Norden an Gościejowice (Heidersdorf), im Nordosten an Michałówek (Michaelsdorf), im Südosten an Sady (Baumgarten) und Wydrowice (Weiderwitz), im Süden an Lipno (Lippen), im Südwesten an Brzęczkowice (Springsdorf) und im Westen an Piotrowa (Petersdorf).

## Geschichte

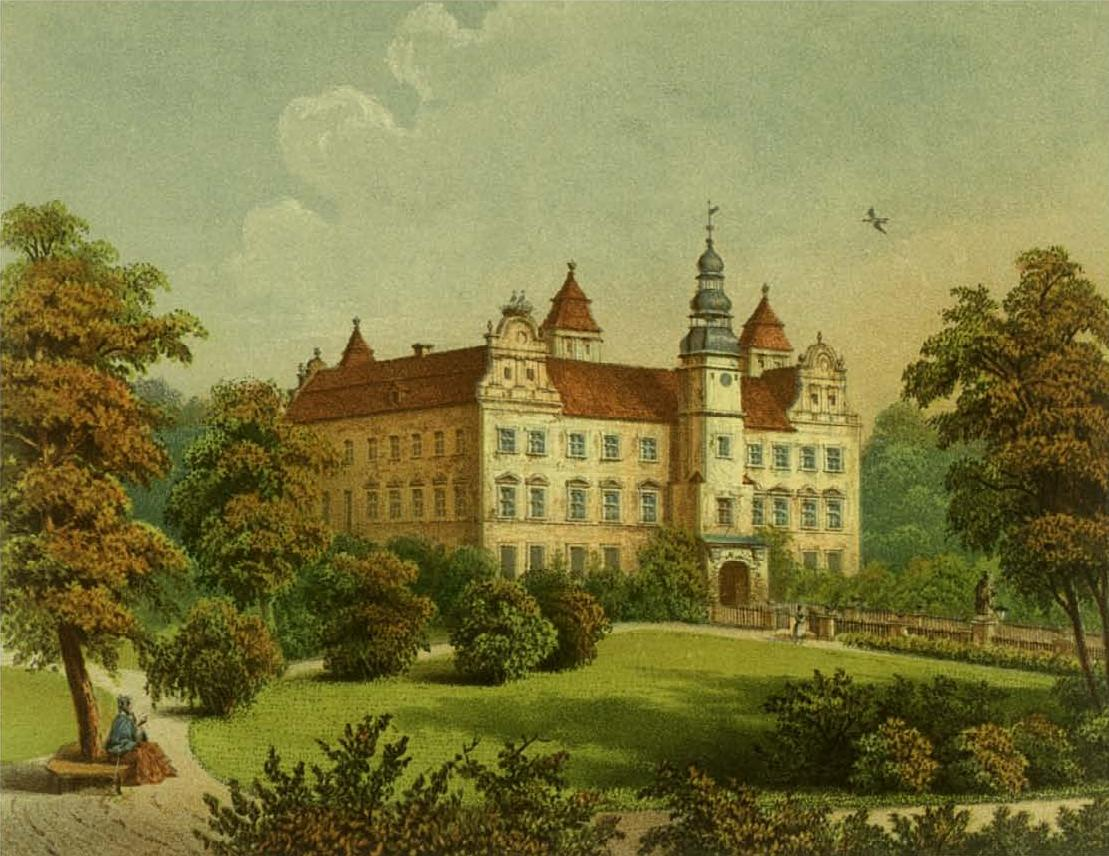
Schloss Falkenberg, Sammlung Alexander Duncker

Karte von Falkenberg um 1750

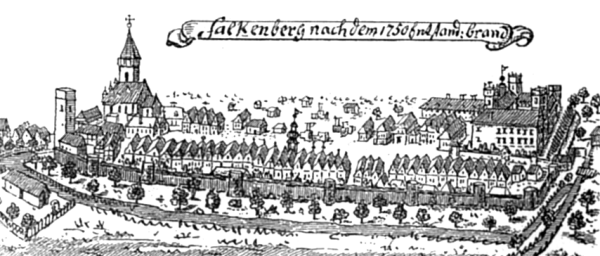
Falkenberg nach dem Stadtbrand 1750

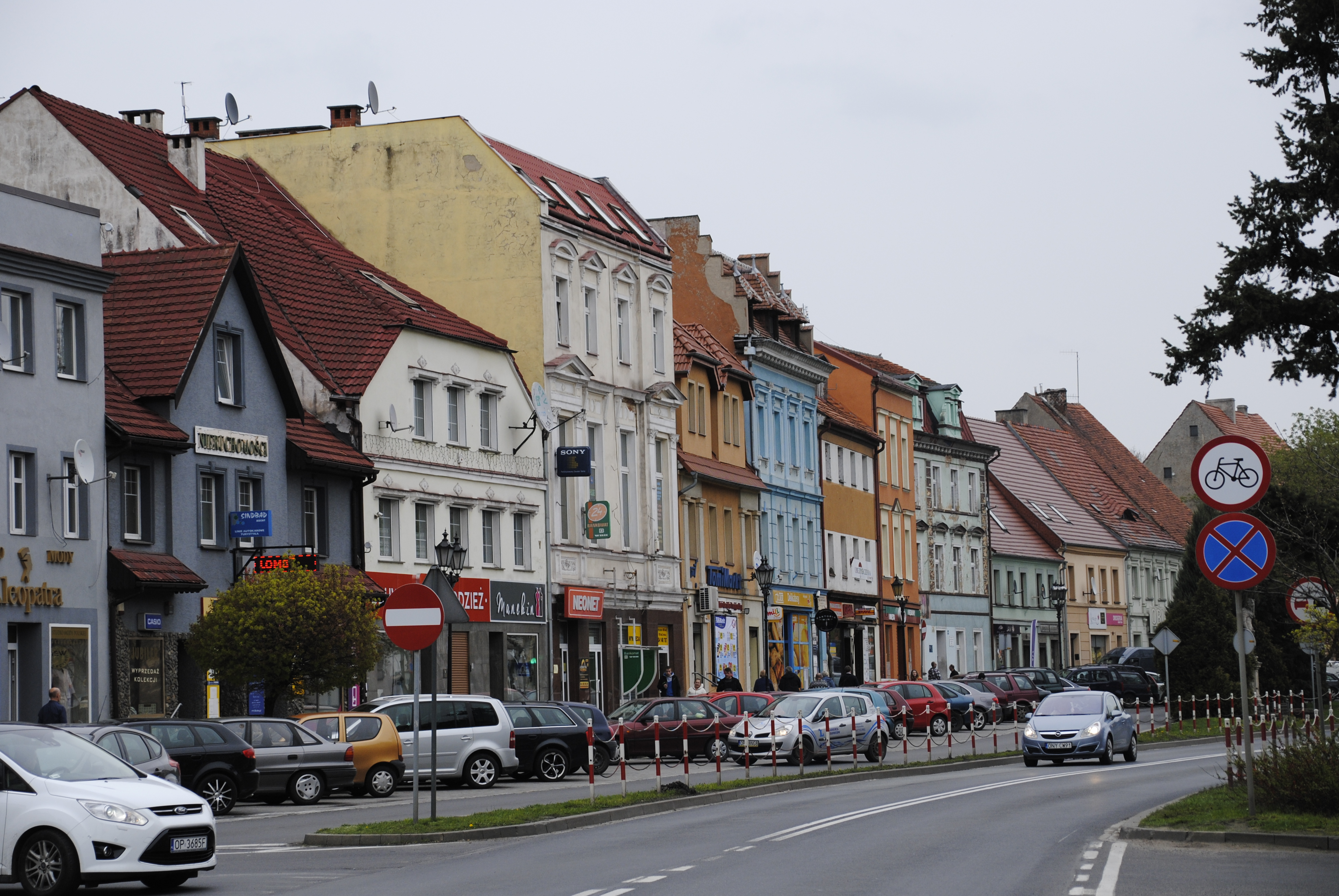
Häuser an der Nordseite des Rings

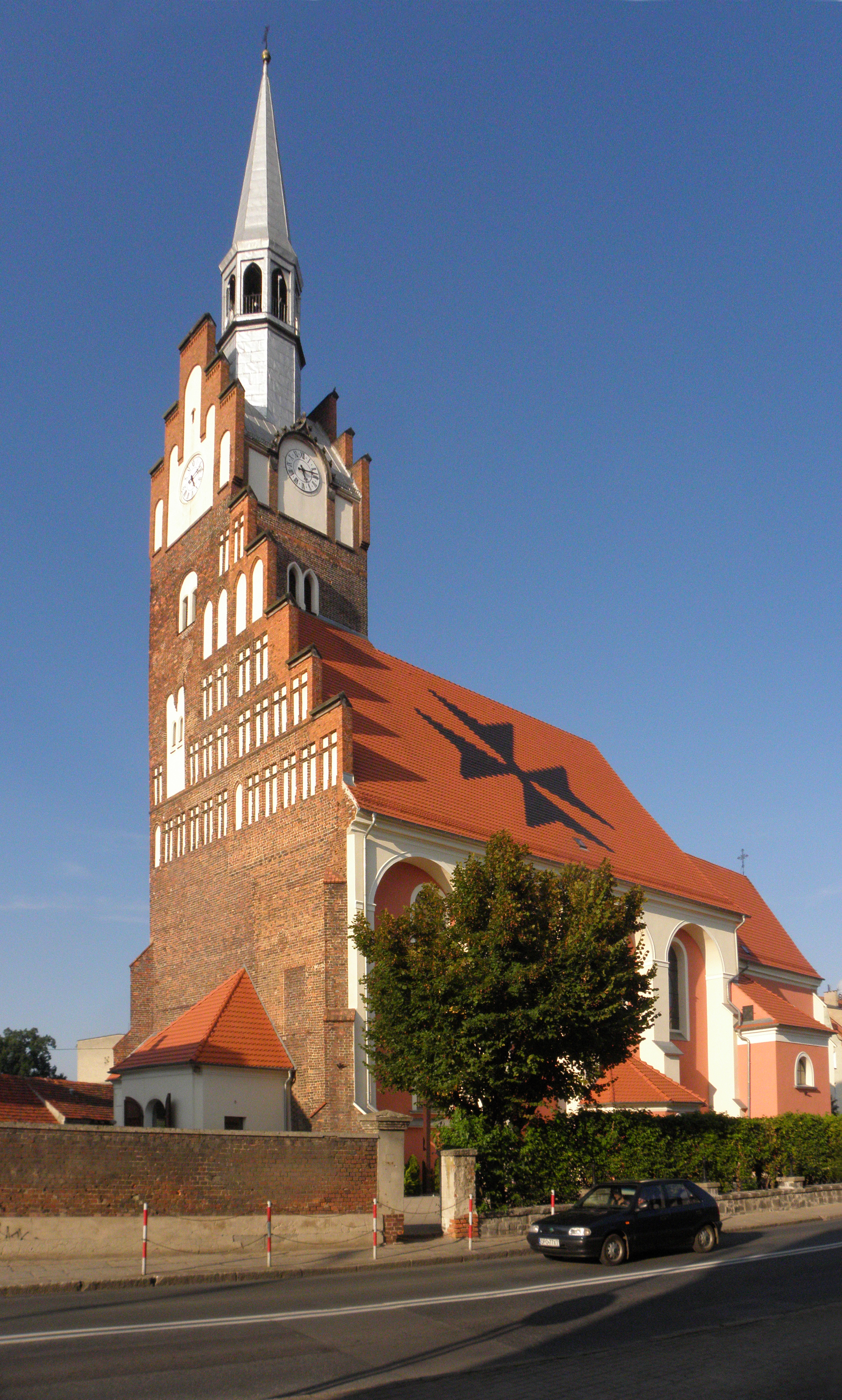
Pfarrkirche Mariä Himmelfahrt

Eine slawische Siedlung, die für die Feinde unzugänglich zwischen Sümpfen auf der einen und dem Fluss auf der anderen Seite lag, bestand vermutlich schon im 10. Jahrhundert. Erstmals urkundlich erwähnt wurde das Dorf „Nemodlin“ 1224. Übersetzt heißt der Begriff nicht übler bzw. guter Platz. 1228 vergab der Oppelner Herzog Kasimir I. dieses Dorf seinem Paladin Clemens und dessen Bruder Virbecha, die dafür Bauleistungen an der Oppelner Burg zu erbringen hatten. Sie verwendeten das Dorf zur Ausstattung des Benediktinerinnenklosters Staniątki bei Krakau. Kazimirs Sohn Wladislaus I. erwarb 1260 das Dorf Nemodlin zurück, vermutlich um eine deutschrechtliche Stadt anzulegen, deren Stadtrecht für das Jahr 1283 mit der Erwähnung eines Bürgers belegt ist. Der deutsche Ortsname Falkenberg ist erstmals für das Jahr 1290 nachweislich. Nach dem Tod des Herzogs Bolko I. wurde dessen Herrschaftsgebiet 1313 aufgeteilt und das Herzogtum Falkenberg für den ältesten Sohn Bolko von Falkenberg errichtet. Das Herzogtum Falkenberg bestand bis 1382; danach wurde es wieder mit dem Herzogtum Oppeln verbunden.
Nach dem Tod des Herzogs Johann II., der 1532 ohne Nachkommen starb, fiel Falkenberg zusammen mit dem Herzogtum Oppeln als erledigtes Lehen durch Heimfall an die Krone Böhmen. Danach war die Stadt Falkenberg zunächst im Pfandbesitz des Matthias von Logau und ab 1572 des Kaspar von Pückler, der sie 1581 als Eigentum erwarb, wodurch die eigenständige Grundherrschaft Falkenberg entstand. Er brachte die Reformation in die Stadt und ließ das Schloss im Stil der Renaissance umbauen. Im 15. Jahrhundert hatte sich die Bevölkerung von Falkenberg stark polonisiert, wurde jedoch im 16./17. Jahrhundert durch Zuzug aus den Gebieten von Grottkau und Brieg wieder eingedeutscht. Im Dreißigjährigen Krieg wurde Falkenberg nach der Schlacht am Weißen Berg 1622 wieder katholisch. Neue Herren wurden Mitte des 17. Jahrhunderts die von Zierotin und ab 1779 das Adelsgeschlecht Praschma.
Im 18. Jahrhundert gehörte Falkenberg zur Steuerrätlichen Inspektion in Neustadt O.S. Nach dem Ersten Schlesischen Krieg 1742 fiel Falkenberg mit dem größten Teil Schlesiens an Preußen und wurde Kreisstadt des Landkreises Falkenberg O.S., mit dem es bis 1945 verbunden blieb. Ebenfalls 1742 wurde eine evangelische Kirche erbaut, die acht Jahre später wieder durch einen Brand zerstört wurde. Am 23. Juni 1754 wurde der wiederaufgebaute Neubau eingeweiht. Im 19. Jahrhundert blieb eine größere wirtschaftliche Entwicklung zunächst aus. Erst der Eisenbahnanschluss im Jahre 1888 brachte einen wirtschaftlichen Aufschwung. 1845 bestanden im Dorf ein Schloss mit herrschaftlichen Garten, eine katholische Pfarrkirche, eine katholische Schule, eine evangelische Kirche, eine evangelische Schule, ein Spritzenhaus, eine Brauerei, zwei Brennereien und ein Schießhaus. Im gleichen Jahr lebten in Falkenberg 1559 Einwohner, davon 1009 katholisch, 496 evangelisch und 54 jüdisch. 1849 wurde in Falkenberg das Königliche Kreisgericht Falkenberg eingerichtet. 1855 lebten 1971 Einwohner im Ort.
Am Anfang des 20. Jahrhunderts hatte Falkenberg eine evangelische Kirche, eine katholische Kirche, eine Synagoge, einen Bahnhof an der Staatsbahnlinie Schiedlow – Deutsch-Leippe, ein Schloss, ein evangelisches Johanniter-Krankenhaus, ein katholisches Krankenhaus, Zigarrenfabrikation, Töpferei, ein Sägewerk, eine Ziegelei, einen Truppenübungsplatz und war Sitz des Amtsgerichtes Falkenberg.
In der NS-Zeit waren NSDAP-Kreisleiter: Joachim Heine von 1933 bis 1937, Alfred Rieger von 1938 bis 1939, Hans Schramm von 1939 bis 1941, dann Helmut Michel.
Im Zweiten Weltkrieg wurde Falkenberg kaum zerstört. Als Folge des Zweiten Weltkriegs wurde Falkenberg 1945 unter polnische Verwaltung gestellt. Die deutsche Bevölkerung wurde, soweit sie nicht schon vorher geflohen war, vertrieben und der Ort in Niemodlin umbenannt. Die neu angesiedelten Bewohner waren teilweise Zwangsumgesiedelte aus Ostpolen, das an die Sowjetunion gefallen war.
1950 wurde Niemodlin der Woiwodschaft Oppeln eingegliedert. 1957 begannen die Abrissarbeiten der evangelischen Kirche am Ring. Zunächst wurde der Turm, 1963 dann das ganze Gebäude abgetragen. Heute befindet sich an der gleichen Stelle eine Grünanlage.
1999 wurde Niemodlin dem neu gegründeten Powiat Opolski (Kreis Oppeln) eingegliedert. 2011 lebten in Niemodlin 3269 Einwohner.

## Sehenswürdigkeiten

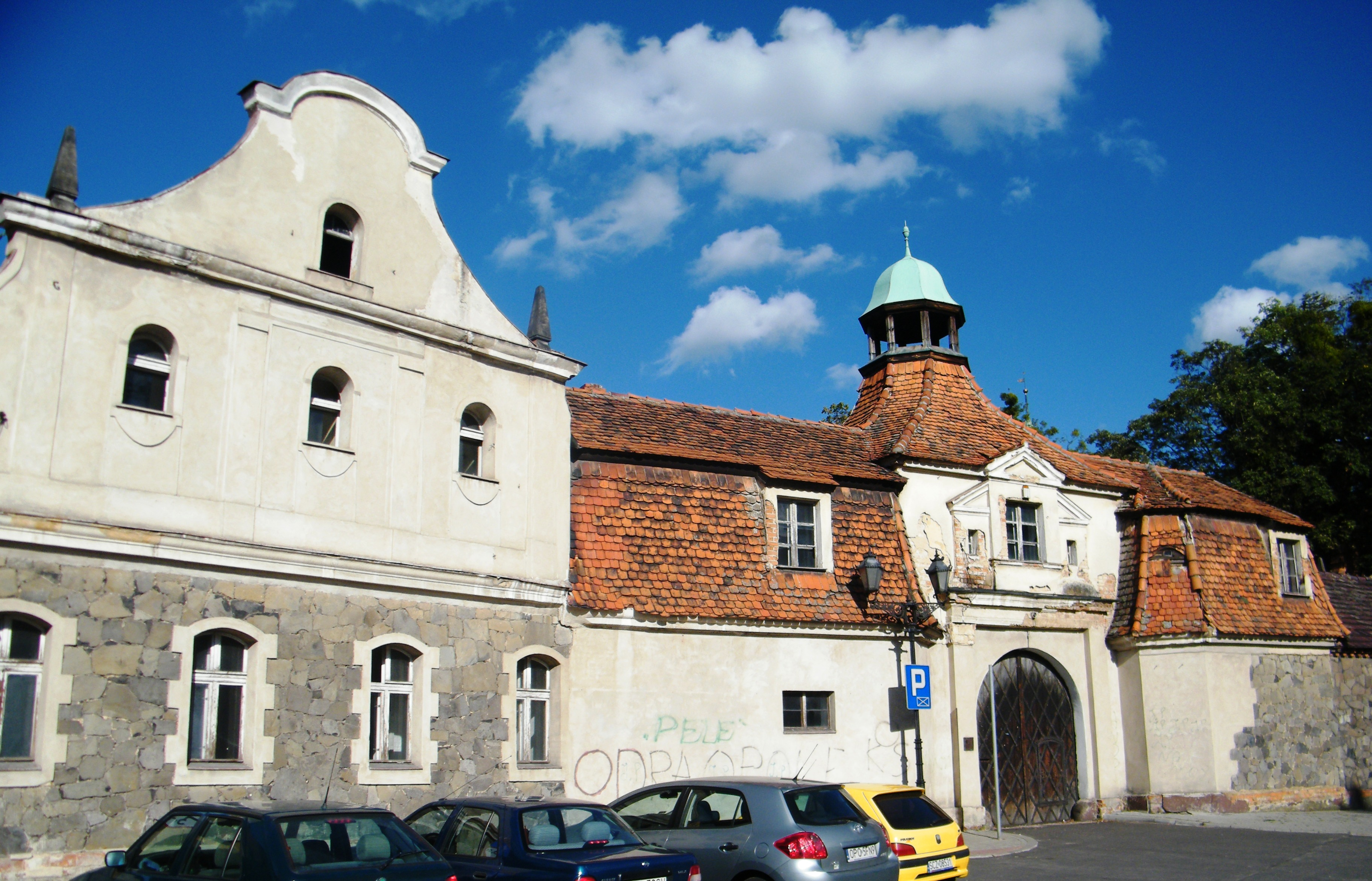
Schlosstor

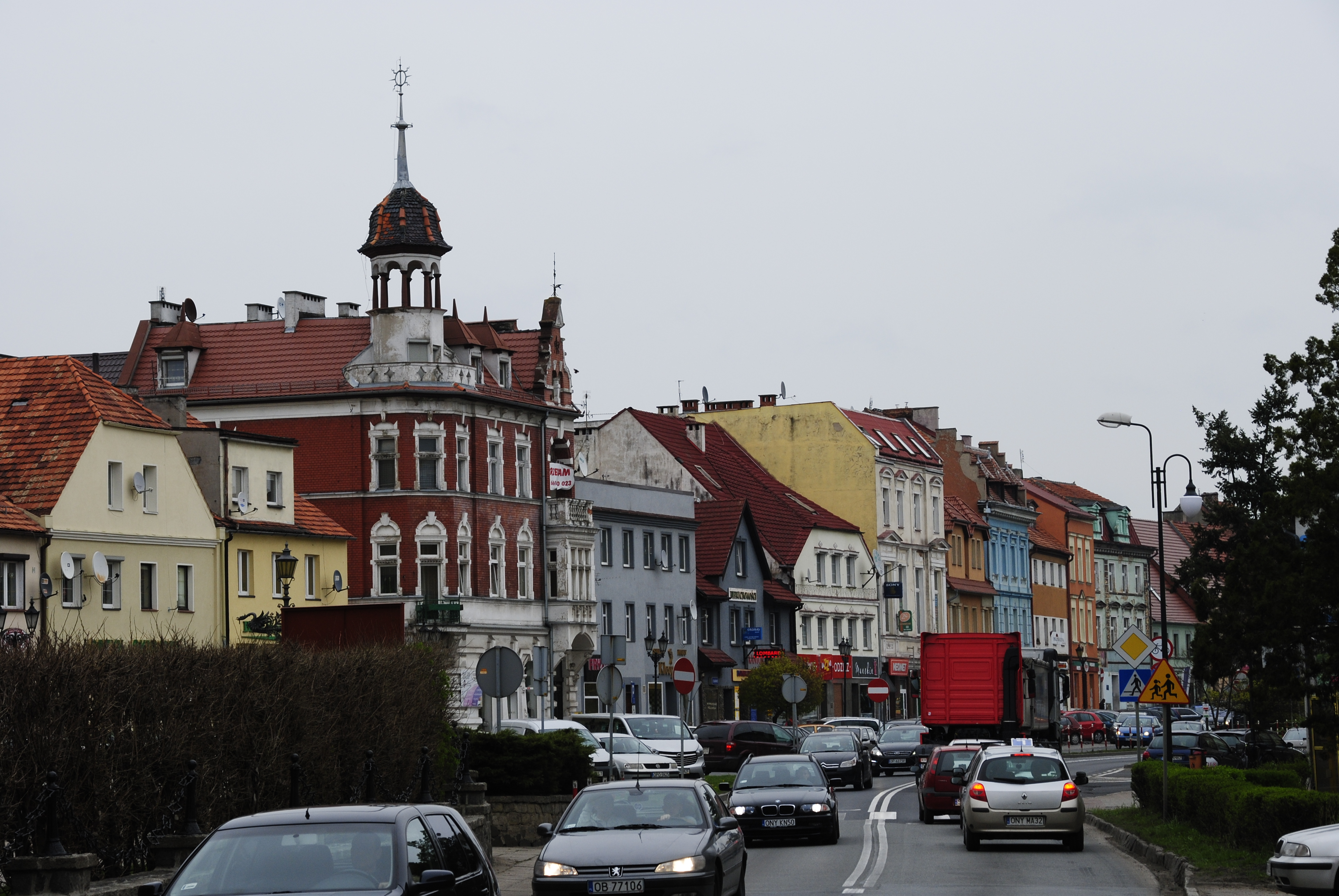
Alte Bürgerhäuser am Ring

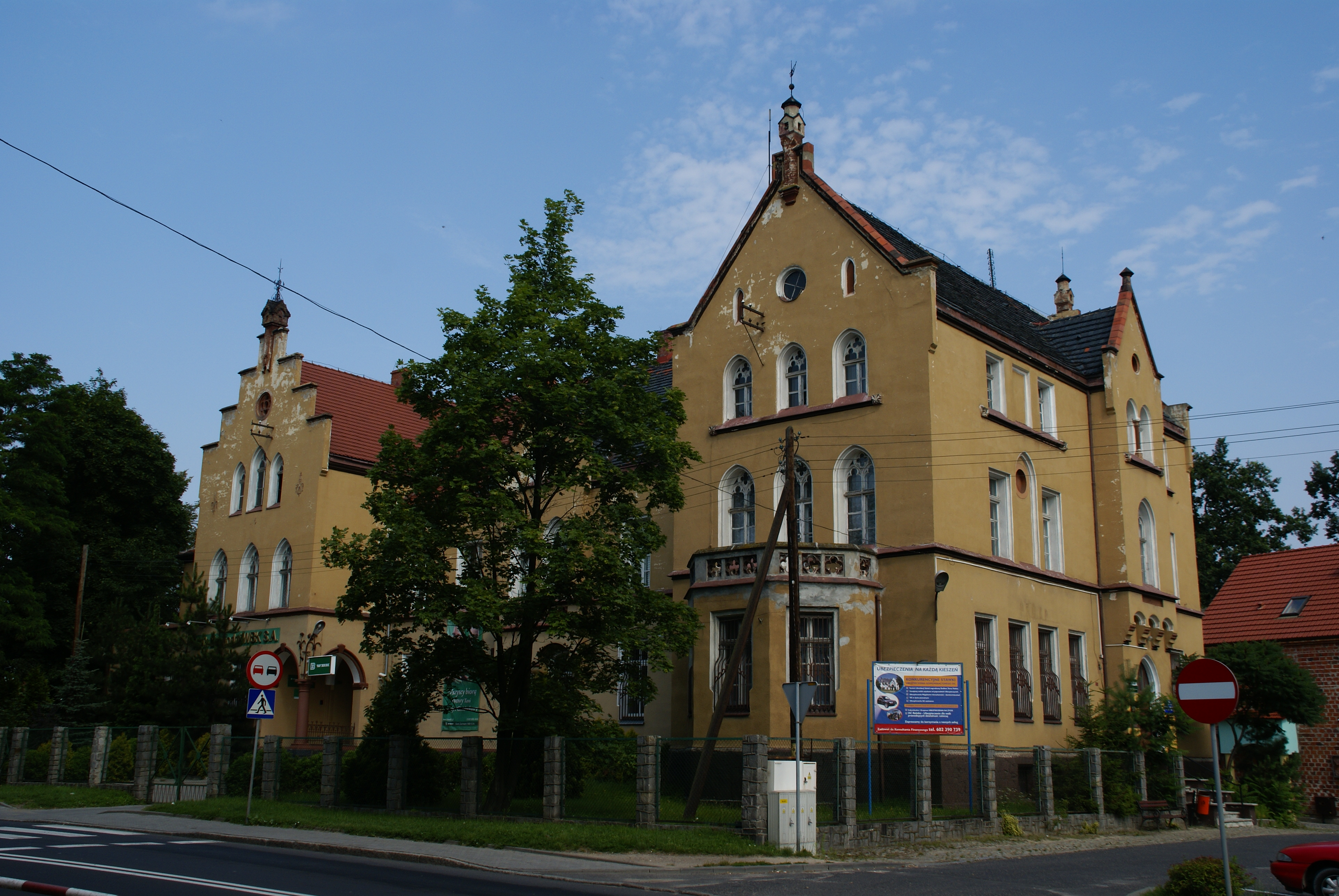
Ehemaliges Landratsamt

- Das Schloss Falkenberg (ehemals Falkenburg) entstand an der Stelle eines hölzernen Kastells ab 1313 unter Herzog Bolko von Falkenberg im Stil der Renaissance. Im 16. Jahrhundert wurde es umgebaut und um den Süd- sowie den Westflügel erweitert. Weitere Umbauten erfolgten im 18. und 19. Jahrhundert.
- Die Pfarrkirche Mariä Himmelfahrt (Kościół Wniebowzięcia NMP) im Westen des Rings wurde erstmals 1228 erwähnt. 1290 wurde der „Pfarrer Eckehard von Valkenbrech“ erwähnt, womit das Bestehen einer Stadtpfarrei bezeugt wird. Die heutige Kirche entstand vermutlich im Jahr 1381. 1572 wurde durch Kaspar Pückler die Reformation in Falkenberg eingeführt und 1622  wieder ein katholischer Pfarrer in der Kirche eingesetzt. Während der Kämpfen im Dreißigjährigen Kriegs brannte die Kirche am 17. Juli 1640 vollkommen aus. 1651 erfolgte der Wiederaufbau. Von 1389 bis 1810 diente das Gebäude als Propsteikirche. 1781 schlugen zwei Blitze im Kirchturm ein, wodurch dieser durch einen Brand abgetragen werden musste. 1795 wurde der Kirchturm wieder aufgebaut. Nach Baufälligkeit wurde er erneut 1864 abgetragen und kurz darauf wieder aufgebaut. Dabei erhielt der Kirchturm die noch heute vorhandene Höhe von 62,7 Meter.[9] Zur Innenausstattung gehören u. a. der mit Rokokoelementen verzierte Hauptaltar von 1834 mit älteren Figuren der hll. Petrus und Paulus sowie die spätbarocken Seitenaltäre und die Kanzel aus dem 18. Jahrhundert.
- Der das Schloss umgebende Landschaftspark wurde in der zweiten Hälfte des 19. Jahrhunderts anstelle eines Grabens angelegt.
- Die Stadtmauer wurde Anfang des 15. Jahrhunderts errichtet, das an ihr gelegene Zeughaus entstand um 1700. Es wurde 1945 zerstört und 1960 unter Rekonstruktion des Wehrgangs wieder aufgebaut.
- Am Ring (Rynek) stehen mehrere Bürgerhäuser mit barocken Fassaden.
- Die Statue des hl. Florian wurde ursprünglich 1717 errichtet. 1906 wurde sie abgetragen und durch eine exakte Nachbildung ersetzt. Sie hat eine Höhe von vier Metern und besteht aus Bunzlauer Sandstein.[9]
- Das ehemalige Landratsamt wurde 1873 an der vormaligen Neisser Straße errichtet.[9]

## Einwohnerentwicklung
| Jahr | Einwohnerzahl | Anmerkungen |
| ---- | ------------- | --- |
| 1756 | 0598          | [ 10 ] |
| 1766 | 0712          | [ 10 ] |
| 1776 | 0749          | [ 10 ] |
| 1780 | 0764          | [ 10 ] |
| 1781 | 0802          | [ 10 ] |
| 1782 | 0819          | ohne die Garnison (zwei Kampanien Kürassiere)                                                                                      |
| 1816 | 1175          | [ 11 ] |
| 1825 | 1299          | davon 431 Evangelische, 25 Juden                                                                                                   |
| 1840 | 1559          | davon 496 Evangelische, 1009 Katholiken, 54 Juden                                                                                  |
| 1855 | 1971          | [ 14 ] |
| 1861 | 1967          | davon 684 Evangelische, 1204 Katholiken, 79 Juden;                                                                                 |
| 1867 | 2076          | am 3. Dezember |
| 1871 | 1960          | darunter 650 Evangelische; nach anderen Angaben 1960 Einwohner (am 1. Dezember), davon 621 Evangelische, 1259 Katholiken, 80 Juden |
| 1890 | 2001          | [ 17 ] |
| 1900 | 2103          | meist Katholiken |
| 1910 | 2057          | am 1. Dezember, ohne Schloss und Gutsbezirk (171 Einwohner)                                                                        |
| 1933 | 2672          | [ 17 ] |
| 1939 | 2757          | [ 17 ] |

| Jahr | Einwohner |
| ---- | --------- |
| 1971 | 4500      |
| 2004 | 6911      |

## Städtepartnerschaften
- Vechelde, Deutschland
- Dolyna, Ukraine

## Söhne und Töchter der Stadt
- Florian Bahr (1706–1771), Jesuit und Missionar
- Christoph Liebich (1783–1874), Forstmann und Forstwissenschaftler
- Ernst Friedrich Johann Dronke (1797–1849), Pädagoge
- Lothar von Lyncker (1809–1864), preußischer Generalmajor
- Heinrich von Lyncker (1810–1883), preußischer Generalmajor
- Friedrich von Praschma (1833–1909), Reichstagsabgeordneter der Zentrumspartei, Aktivist und mehrfacher Präsident der Deutschen Katholikentage
- Hans Georg Pohl (1852–1928), Reichstags- und Landtagsabgeordneter
- Alexander Kuntze (1861–1939), Reichstags- und Landtagsabgeordneter (SPD)
- Hans Praschma von Bilkau (1867–1935), Offizier und Politiker
- Elisabeth von Sydow (1887–1947), Gebrauchsgrafikerin und Illustratorin
- Erich Köhn (1896–1944), Widerstandskämpfer
- Marga Meusel (1897–1953), Sozialfürsorgerin und Mitglied der Bekennenden Kirche
- Josef Höhn (1902–1945), Widerstandskämpfer
- Robert Babicz (* 1973), deutscher Musiker und Labeltreiber

## Persönlichkeiten, die vor Ort gewirkt haben
- Michael Kössler (1670–1734), Bildhauer, lebte zeitweise in Falkenberg
- Johann Georg Orschler (1698–1767/1770), Komponist, lebte zeitweise in Falkenberg
- Rudolf Voltolini (1819–1889), Mediziner, 1852–1860 Kreisarzt in Falkenberg
- Wilhelm Bahlmann (1828–1888), Richter, Ministerialbeamter und Parlamentarier, Kreisgerichtsdirektor in Falkenberg
- Martin Hemmer (1863–1947), katholischer Priester, 1891–1896 Hauslehrer und Schlosskaplan in Falkenberg
- Johann Hermann Müller-Tschirnhaus (1867–1957), Pastor und theologischer Schriftsteller, zeitweise Pfarrvikar in Falkenberg
- Adolf Tortilowicz von Batocki-Friebe (1868–1944), Großgrundbesitzer und Politiker, Gerichtsreferendar in Falkenberg
- Alfred Rieger (1907–1990), Politiker, 1938–1939 Kreisleiter der NSDAP in Falkenberg
- Paweł Kukiz (* 1963), Musiker und Politiker, besuchte die Schule in Niemodlin

## Gemeinde
Die Stadt- und Landgemeinde Niemodlin gliedert sich in die namensgebende Stadt und 27 Dörfer mit Schulzenämtern.